# Epidendrum capricornu
Epidendrum capricornu là một loài lan thuộc chi Epidendrum.

## Hình ảnh

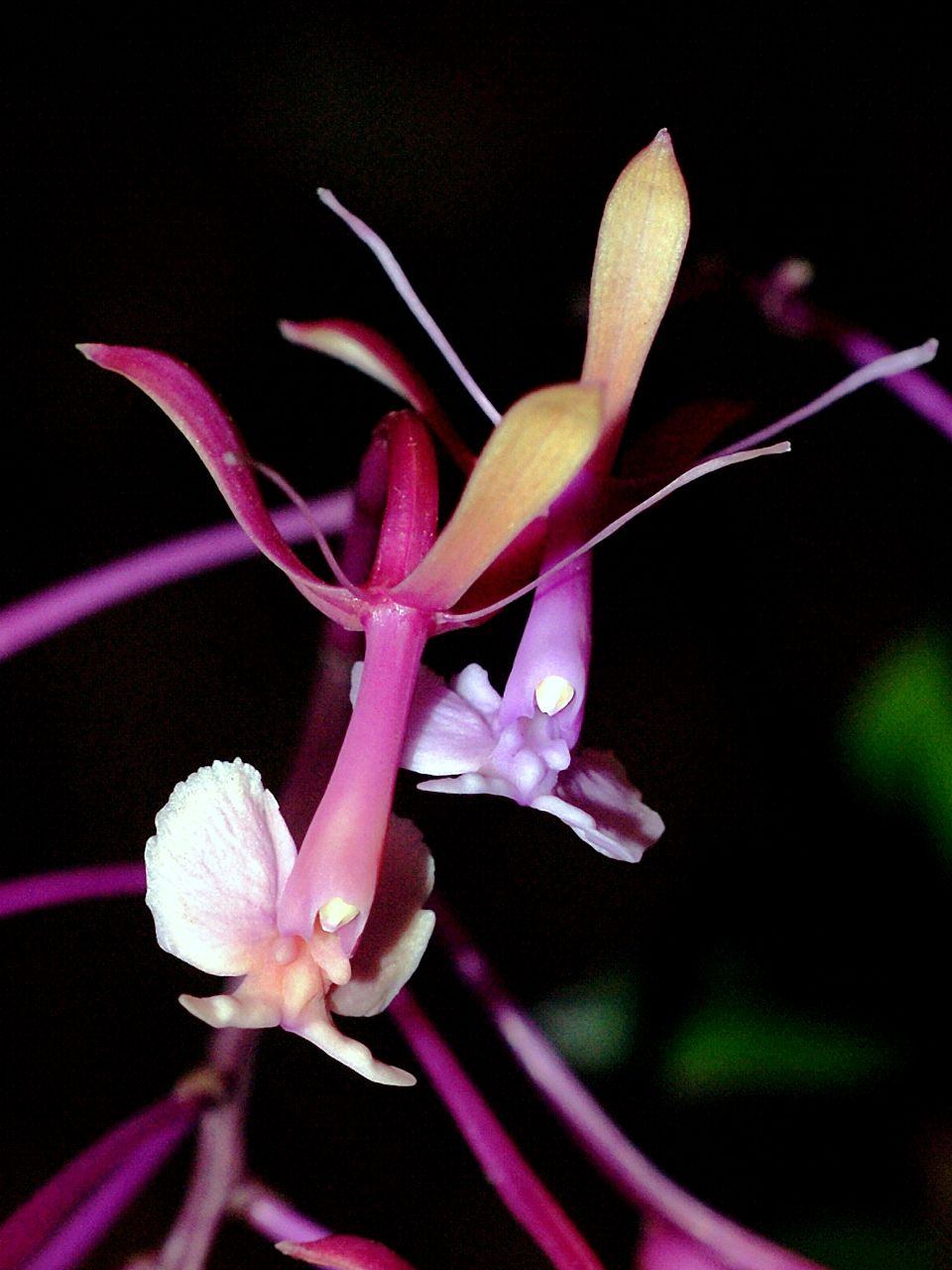